# Década de 210 a.C.
Séculos: (Século IV a.C. - Século III a.C. - Século II a.C.)
Décadas: 260 a.C. 250 a.C. 240 a.C. 230 a.C. 220 a.C. - 210 a.C. - 200 a.C. 190 a.C. 180 a.C. 170 a.C. 160 a.C.
Anos: 219 a.C. - 218 a.C. - 217 a.C. - 216 a.C. - 215 a.C. - 214 a.C. - 213 a.C. - 212 a.C. - 211 a.C. - 210 a.C.